# شهرستان نطنز
شهرستان نطنز از شهرستان‌های استان اصفهان ایران است. مرکز این شهرستان، شهر نطنز است.
فاصله مرکز این شهرستان تا اصفهان ۱۲۵ کیلومتر و تا تهران ۳۳۰ کیلومتر است.
تأسیسات هسته‌ای نطنز‌ در این شهرستان قرار دارد.

## تقسیمات کشوری
شهرستان نطنز دارای ۲ بخش، ۵ دهستان و ۴ شهر به شرح زیر است:

### شهرستان نطنز
| بخش      | مرکز بخش | جمعیت بخش ۱۳۹۵ | نام دهستان           | مرکز دهستان | جمعیت دهستان ۱۳۹۵ | شهر             | جمعیت شهر ۱۳۹۵       |
| -------- | -------- | -------------- | -------------------- | ----------- | ----------------- | --------------- | -------------------- |
| مرکزی    | نطنز     | ۲۰٬۹۷۰ نفر     | برزرود               | هنجن        | ۱٬۵۱۰ نفر         | نطنز طرق‌رود     | ۱۴٬۱۰۰ نفر ۱٬۷۴۹ نفر |
| مرکزی    | نطنز     | ۲۰٬۹۷۰ نفر     | کرکس                 | طامه        | ۲٬۲۶۴ نفر         | نطنز طرق‌رود     | ۱۴٬۱۰۰ نفر ۱٬۷۴۹ نفر |
| مرکزی    | نطنز     | ۲۰٬۹۷۰ نفر     | طرق رود              | طرق‌رود      | ۳٬۹۱۲ نفر         | نطنز طرق‌رود     | ۱۴٬۱۰۰ نفر ۱٬۷۴۹ نفر |
| امامزاده | بادرود   | ۲۳٬۷۴۵ نفر     | امامزاده آقاعلی عباس | اریسمان     | ۲٬۱۷۴ نفر         | بادرود خالدآباد | ۱۴٬۷۲۳ نفر ۳٬۰۲۵ نفر |
| امامزاده | بادرود   | ۲۳٬۷۴۵ نفر     | خالدآباد             | خالدآباد    | ۳٬۳۳۸ نفر         | بادرود خالدآباد | ۱۴٬۷۲۳ نفر ۳٬۰۲۵ نفر |

## جمعیت
بنابر سرشماری مرکز آمار ایران، جمعیت شهرستان نطنز در سال ۱۳۹۵ برابر با ۴۴۵۵۱ نفر بوده است.

## جغرافیا
شهرستان نطنز در حدفاصل ۳۳ درجه و ۲۵ دقیقه تا ۳۳ درجه و ۴۰ دقیقه عرض شمالی و ۵۱ درجه و ۲۵دقیقه تا ۵۲ درجه طول شرقی قرار دارد. وسعت شهرستان نطنز برابر ۳۳۹۷ کیلومتر مربع و ارتفاع شهر نطنز از دریا ۱۶۰۰ متر است.

## تاریخ، مردم و فرهنگ
زبان : زبان مردم نطنز یکی از گویش‌های کهن زبان‌های ایرانی مرکزی است، در روستاهای نطنز و بخش‌های مختلف آن شاهد هستیم که مردم در تلفظ کلمات و بیان جملات هر کدام به‌نحوی کش و قوس‌های خاصی در تلفظ کلمات می‌دهند. به‌طور مثال: کلمه «کوی» که در فارسی قدیم بمعنای منزل و سرای یا خانه می‌بوده هر کدام از روستاهای نطنز به شیوه‌ای آن را تلفظ نموده در ابیانه به آن «کیاً گفته می‌شود در کشه» کیه «تلفظ می‌شود و در بیتند (بیدهند)» کی ی «و در کالیجان» کویه «در چیمه» کی یه «در چیمه نام این زبان راجی می‌باشد. این تفاوت موجب شده تا هرکدام از اهالی روستاهای نطنز در صحبت با زبان ولایتی با یکدیگر به محل و روستای هم پی ببرند!
لباس: در مورد لباس مردم نطنز باید گفت که امروزه بجز ابیانه (آخرین روستای واقع در رودخانه برزرود) که بخش عمده‌ای از فرهنگ گذشته خود را هنوز حفظ داشته، دیگر نقاط به صورت معمول بوده، البته بغیر از لباس از دیگر نکات که هنوز در ابیانه حفظ مانده خانه‌ها با در و پنجره‌های قدیمی آن است، به‌طورکلی مردم ابیانه بنا به هر عللی تا امروز در حفظ آنچه که مربوط به فرهنگ گذشته است.
صنایع دستی: یکی از صنایع موجود در مرکز نطنز چینی آن است که هنوز به روش دستی تولید می‌گردد، همچنین یکی دیگر از مشاغل گذشته نطنز حلاجی یا همان پارچه بافیست، که هنوز بعضی از این دستگاه‌های قدیمی موجود می‌باشد. ریسندگی و قالی بافی یکی دیگر از کارهای دستی مناطق نطنز است که دومی یعنی قالی بافی آن هنور در روستاها رایج بوده و تولیدات آن به بازار فرش کاشان گسیل می‌گردد، شیلونگری یکی از کارهای قدیمی موجود در بازار نطنز بوده. بازار شهر نطنز شامل دو قسمت می‌باشد که محله قدیمی آن که به پشت بازار معروف است روزگاری بازار قصبه مرکزی نطنز بوده، که در آن آهنگری، شیلونگری (قفل‌سازی)، نجاری و خراطی از کارهای متداول آن عصر بوده، که تا چند سالی پیش پیرمردهای بازمانده از آن دوران هم چنان در آن کار می‌کردند.

## مراسم‌ها
آیین‌ها و مراسم‌های مختلفی در نطنز برگزار می‌شود که از قدمت بالایی برخوردار است که از جمله آن‌ها می‌توان به پنجشنبه بازار سنتی نطنز، شب برات، نخل گردانی، تعزیه خوانی، حلیم پزان، جل جلانی، بالا بردن چادر تکایا، جاروکشی اول محرم و… اشاره کرد.

## کشاورزی
صیفی‌جات و میوه‌های درختی از محصولات کشاورزی نطنز است. از گذشته دیر مردمان نطنز در باغ داری و پرورش گل شهرت داشتند، گلابی نطنز یکی از تحفه‌های آن دیار است که مرغوب‌ترین نوع آن گلابی طامه است. ابریشم کشی یا نوغان یکی از کارهای موجود در نطنز می‌بود، تأسیس اداره نوغان نطنز مربوط به سال ۱۳۱۲ شمسی است و تخم نوغان استان اصفهان و چند استان مرکزی و جنوبی کشور را تأمین می‌کند. همچنین وجود بزرگ‌ترین باغ به کشور در نطنز تولید این محصول را به حد بالا رسانده است و کاشت و تولید زعفران در نطنز در حدی است که رتبه نخست تولید زعفران استان را به خودش اختصاص داهد است. در منطقه کویری امامزاده آقاعلی عباس محصولات صیفی و انار به عمل می‌آید، که تحت نام گرمک و طالبی آقا علی عباس و انار نادری شناخته می‌شود. هرساله جشنواره‌ای تحت عنوان جشنواره انار در این منطقه کویری برگزار می‌شود.
امروزه بیشترین سهم تولیدات کشاورزی شهرستان نطنز مربوط به گلابی، به، زعفران و انار است.

## جاذبه‌های تاریخی و گردشگری
روستای ابیانه: این روستا از روستاهای تاریخی برتر کشور است که در ۳۹ کیلومتری مرکز شهرستان نطنز قرار دارد.
مجموعه افوشته:در محله‌ای به این نام در نطنز قرار دارد آثار تاریخی زیادی از جمله بقعه سید واقف، بقعه می‌رسید، آب انبار، سرداب، شربت‌خانه، حمام، خانه سورگاه، مسجد جامع، حسینیه، خانقاه، خانه انتخاب السلطان و … دارد.
مجموعه سرشک: در محله ای به نام سرشک در نطنز قرار دارد که از جمله آثار تاریخی آن می‌توان به مسجد جامع، حسینیه، آسیاب، درختان چنار کهنسال، قنات دو رشته بهاءالدین، بقعه شیخ محمدتقی انصاری، میرآب، آب انبار و قلعه اشاره کرد.
منطقه باستانی اریسمان: ۱۳ کیلومتر دورتر از مرکز شهر نطنز و در منطقه‌ای به نام «اریسمان» قرار دارد.
شهرستان نطنز دارای ۱۲۷ امامزاده است که بیشترین تعداد امامزاده در کل کشور در این شهرستان واقع است.
آتشکده: این آتشکده از بناهای عهد ساسانی است که در کنار مسجد جامع نطنز قرار دارد.
امامزاده آقاعلی عباس و شاهزاده محمد: از فرزندان بلافصل موسی بن جعفر است که آرامگاهشان در نزدیکی شهر خالدآباد و بادرود قرار دارد.
امامزاده سلطان حسین (ع) که در ۱۳ کیلومتری شهر نطنز واقع شده است. این امامزاده بزرگوار فرزند امام هادی علیه اسلام و عموی امام زمان (عج) هستند.

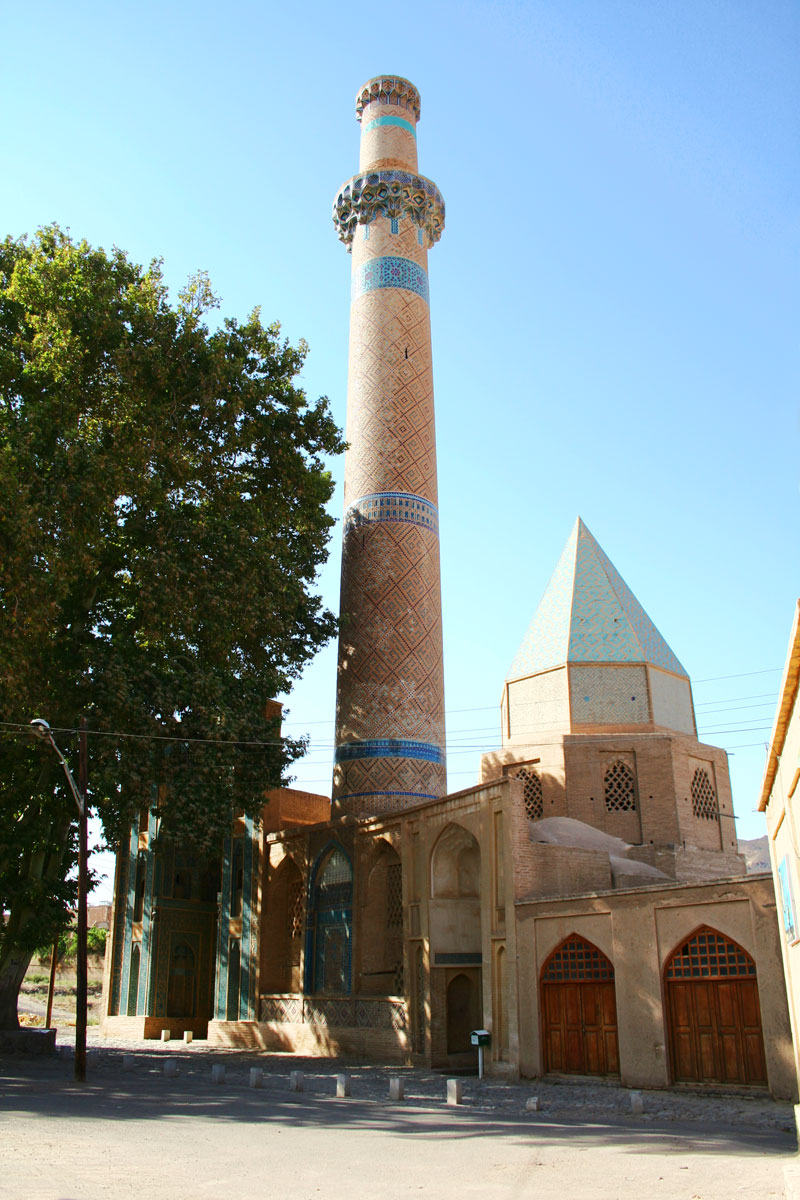
مسجد جامع نطنز در کنار چنار کهنسال

مسجد جمعه (جامع): مسجد جمعه یا مسجد جامع نطنز مجموعه‌ای از چندین بنا است که این بناها در دوران الجایتو خدابنده و پسرش ابوسعید بهادرخان به ترتیب زیر ساخته شده است:
- مسجد بین سال‌های ۷۰۴ تا ۷۰۹ هجری.
- بقعه شیخ عبدالصمد به سال ۷۰۷ هجری.
- ایوان جلوخان خانقاه در سال ۷۱۶ و ۸۱۷ هجری.
- مناره که تاریخ پایان بنای آن سال ۷۲۵ هجری نوشته شده است.
بقعه شیخ عبدالصمد نطنزی:
بنای این بقعه با مسجد جمعه چنان مربوط و متصل است که به نظر می‌رسد مقارن یکدیگر یعنی در سال ۷۰۷ هجری ساخته شده‌اند.
رباط شاه عباس: این رباط در عهد شاه عباس اول توسط امیر ابوالمعالی برزرودی یکی از امرای مقرب دربار (وزیر حضور و مجلس‌نویس شاه) ساخته شده است.

عباس‌آباد

شکارگاه عباس‌آباد:شکارگاه عباس‌آباد و بنایی که به این منظور در محدوده شکارگاه ساخته شده است در محلی به نام «عباس‌آباد» و در حاشیه جاده قدیم کاشان - نطنز قرار دارد، فاصله این محل تا شهر نطنز کمتر از ۱۰ کیلومتر است.
قلعه وشاق: قلعه وشاق برفراز یکی از ارتفاعات مشرف به روستای «اوره» قرار دارد و موقعیت آن طوری است که دسترسی به بنای اصلی قلعه به سادگی میسر نیست. براساس شواهد و اسناد موجود، قلعه وشاق و بناهای پائین قلعه که به دره‌ای موسوم به «روباه» ختم می‌شود، در سده هشتم هجری از جمله اماکن معمور و مسکون بوده است.
گنبد باز:گنبدی است بر قله کوهی کم ارتفاع مشرف به شهر نطنز.
قلعه طرق
قلعه طرق مربوط به دوره اشکانیان است و در شهرستان نطنز، روستای طرق واقع شده است/
چاه دیو: حفره ای به قطر ۳۰ الی ۳۵ متر وعمق ۸۰ متر در نزدیکی روستای آب سنجد نطنز قرار دارد که به آن چاه ارازه هم می‌گویند. نقل‌های متفاوتی در این مورد وجود دارد. اما احتمالاً این جاذبه زمین شناختی در اثر برخورد شهاب سنگ یا نوعی فروکش زمین در هنگام خروج مواد مذاب آتشفشانی از پوستهزمین هنگام پیدایش کرکس ایجاد شده است.

## شهرستان نطنز در سفرنامه‌ها
با توجه به اینکه شهرستان نطنز در طول تاریخ در مسیر اصلی شمال به جنوب ایران قرار داشته است، پذیرای مسافران، جهانگردان و مستشرقین بسیاری در طول تاریخ بوده است. بی شک مطالعه این سفرنامه‌ها با احتساب زمان سفر می‌تواند روشنگر و اثبات‌کنندهٔ بافت اجتماعی، فرهنگی و سیاسی این منطقه در گذشته‌های دور و نزدیک باشد. لیست سفرنامه اشخاصی که در طول تاریخ از این منطقه عبور یا در آن اقامت گزیده و دربارهٔ آن نگارش داشته‌اند در زیر آمده است.
| سفرنامه آمبروسیو کنتارینی                                                                  | آمبروسیوکنتارینی / ترجمه:قدرت‌الله روشنی                              | قرن ۱۵ م            |
| سفرنامه آدام اولئاریوس: ایران عصر صفوی از نگاه یک آلمانی                                   | آدام اولئاریوس؛ ترجمه از متن آلمانی و حواشی احمد بهپور.              |                     |
| سفرنامه پیترو دلاواله                                                                      | پیترو دلاواله؛ ترجمه و شرح و حواشی از شعاع الدین شفا                 | ۱۶۱۷                |
| سفرنامه شاردن                                                                              | ترجمه اقبال یغمایی                                                   | ۱۶۷۰                |
| سفرنامه جکسن - ایران در گذشته و حال                                                        | آبراهام والنتاین ویلیامز جکسن؛ مترجمان منوچهر امیری و فریدون بدره‌ای. | متولد ۱۸۶۲          |
| سفرنامه پولاک ایران و ایرانیان                                                             | یاکوب ادوارد پولاک؛ ترجمه کیکاووس جهانداری.                          | ۱۸۸۲                |
| سفرنامه اولیویه: تاریخ اجتماعی - اقتصادی ایران در دوران آغازین عصر قاجار                   | ترجمه محمدطاهرمیرزا؛ تصحیح و حواشی غلامرضا ورهرام                    |                     |
| سفرنامه سیف الدولهٔ                                                                         | سلطان محمد میرزا قاجار                                               | ۱۲۷۹ ه‍.ق             |
| سفرنامه صفاءالسلطنه نائینی (تحفه الفقراء)                                                  | نوشته میرزا علی خان نائینی (صفاءالسلطنه)؛ به اهتمام محمد گلبن        | ۱۳۰۰–۱۲۹۹ه‍.ق         |
| دو سفرنامه از جنوب ایران                                                                   | به تصحیح و اهتمام علی آل داود                                        | ۱۲۵۶ ه‍. ق؛ و ۱۳۰۷ ه‍.ق |
| دو سفرنامه دربارهٔ لرستان/ نوشته سیسیل جان ادموندز. بارون دوبد همراه با رساله لرستان و لرها | ولادیمیر مینورسکی؛ ترجمه سکندر امان‌اللهی بهاروند، لیلی بختیار        | ۱۹۰۴                |
| سفرنامه از خراسان تا بختیاری                                                               | هانری رونه دالمانی/ ترجمه: محمد علی فره وشی                          | در سال ۱۹۰۷         |
| روزنامه سفر حج عتبات عالیات و دربار ناصری                                                  | حاجیه خانم علویه کرمانی                                              |                     |